# 新公民
新公民為近年一個新興起的名詞，廣義即是指居住地发生变迁的人，狹義即是指中國从农村转移到城市打工的人。后者长期被称为民工、农民工、外来人口、流动人口。

## 背景
进入21世纪后，城市地方政府和市民开始逐步意识到这些来自农村的工人（或简称农民工）总要融入本地城市的文化，而城市也不可能置他们不顾。遂政、学、民各界有促使这部分人融入市民的想法。由于农民工一词不能既不能清楚的反映该类人群的身份，现实中又多容易引起负面联想。所以在一些地方有逐渐使用“新公民”或“新市民”的趋向。

## 特征和基本情况
要想清楚的界定新公民与农民或市民的区别不是很容易。这类人通常即不被迁入地的城市居民认同，也与原迁出地有异。从词面上来看，外来人口仅指出人口的非本地来源，但“新公民”可能还牵涉到融入本地城市文化的特征。所以新公民尤其是指那些举家迁入城市，有在城市中长期生活意愿的人，而非熙来攘往的纯粹流动工人。

## 民间辅导
目前有一些民间机构在北京等地，开办诸如新公民學校之类的机构，或有社工駐守，一來會關心學校學生的情況，甚至提供義務教育，二來也會替這些新公民家庭爭取利益，為他們做事。

## 政府態度
隨著新公民開始一群一群的聚集了起來，家長打工糊口，孩子讀書，各省政府打算逐步在學校提供義務教育，為他們提供堅實的物質基礎和環境保障，希望打造這一批他們認為潛力無窮的新公民的下一代成為未來國家棟樑。